# Мюлуз
Мюлу́з (фр. Mulhouse [myˈluːz]), Мюльхаузен (нем. Mülhausen); эльз. Mehlhüsa — город и коммуна на северо-востоке Франции в регионе Гранд-Эст (бывший Эльзас — Шампань — Арденны — Лотарингия), департамент Верхний Рейн, округ Мюлуз, кантоны Мюлуз-1, Мюлуз-2 и Мюлуз-3. До марта 2015 года город являлся административным центром для упразднённых кантонов: Мюлуз-Нор, Мюлуз-Сюд, Мюлуз-Уэст и Мюлуз-Эст (округ Мюлуз).
Является крупнейшим городом департамента Верхний Рейн и вторым по значимости городом Эльзаса. Площадь коммуны — 22,18 км², население — 110 514 человек (2006) с тенденцией к стабилизации: 110 755 человек (2012), плотность населения — 4993,5 чел/км².

## Топоним
По-немецки Мюле (нем. Mühle) переводится как «мельница». Отсюда и появилось название города, где стояла мельница между несколькими домами (нем. Haus), принадлежавшими страсбургскому аббатству св. Стефана (Сент-Этьен).

## Историческая справка
В 1275 году Мюлуз получил статус имперского города. В 1354 году город вошёл в состав эльзасского Декаполиса. С 1395 года Мюлуз получил статус свободного города. В 1515 году Мюлуз покинул Декаполис и вошёл в состав Швейцарского союза на правах широкой автономии.
В середине XVIII века Мюльхаузен превратился в крупный текстильный центр, где производились крашеные ткани (в том числе, ситец). В 1798 году жители города проголосовали за его присоединение к Франции из-за высоких пошлин, установленных французами на импорт товаров.
В 1853 году по инициативе местного текстильного фабриканта Жана Дольфуса здесь было основано Общество рабочих поселений Мюлуза, построившее по проектам архитектора Эмиля Мюлле, при поддержке и субсидии от императора Наполеона III, до начала Франко-прусской войны 1870 года более 800 квартир в домах для рабочих. В этих домах у каждой квартиры был свой отдельный вход и свой садовый участок. Такая модель социального жилья стала образцом для подражания при строительстве ряда других рабочих поселений во Франции и стала одним из прообразов концепции города-сада. При немецком правлении строительство рабочего городка было продолжено немецкими архитекторами, и с 1876 по 1897 годы ими было построено ещё около 400 квартир в подобных домах, а всего по окончании строительства здесь было построено 1243 единиц семейного жилья для рабочих.
В 1904 году близ города Серне было открыто крупное месторождение калия, что способствовало развитию в Мюлузе химической промышленности.
После Франко-прусской войны 1870-1871 годов до 1918 года Мюльхаузен входил в состав Германской империи, с 1919-го — вновь в составе французского государства.
Современный Мюлуз — крупный промышленный центр Франции.

## Население
Численность населения коммуны в 2011 году составляла 110 351 человек, а в 2012 году — 110 755 человек.
Динамика населения:

## Экономика
В 2010 году из 70 721 человек трудоспособного возраста (от 15 до 64 лет) 47 605 были экономически активными, 23 116 — неактивными (показатель активности 67,3 %, в 1999 году — 69,2 %). Из 47 605 активных трудоспособных жителей работали 36 213 человек (19 657 мужчин и 16 556 женщин), 11 392 числились безработными (6103 мужчины и 5289 женщин). Среди 23 116 трудоспособных неактивных граждан 7686 были учениками либо студентами, 4341 — пенсионерами, а ещё 11 089 — были неактивны в силу других причин.
На протяжении 2011 года в коммуне числилось 45 490 облагаемых налогом домохозяйств, в которых проживало 103 623 человека. При этом медиана доходов составила 13 443 евро на одного налогоплательщика.

## Климат
В городе Мюлуз умеренно-тёплый климат. Значительное количество осадков в течение года, даже в сухие месяцы. По классификации климатов Кёппена — морской климат с равномерным увлажнением и тёплым летом (индекс Cfb). Средняя годовая температура — 10.1 °C, среднее количество осадков в год составляет 682 мм.
| Показатель                    | Янв. | Фев. | Март | Апр. | Май  | Июнь | Июль | Авг. | Сен. | Окт. | Нояб. | Дек. | Год  |
| ----------------------------- | ---- | ---- | ---- | ---- | ---- | ---- | ---- | ---- | ---- | ---- | ----- | ---- | ---- |
| Средний суточный максимум, °C | 3,5  | 5,6  | 10,4 | 14,5 | 18,9 | 22,4 | 24,7 | 24,1 | 20,7 | 14,8 | 8,5   | 4,6  | 14,4 |
| Средняя температура, °C       | 1,6  | 2,7  | 6,0  | 9,4  | 13,6 | 17,0 | 19,0 | 18,5 | 15,5 | 10,5 | 5,2   | 1,9  | 10,1 |
| Средний суточный минимум, °C  | −0,3 | −0,2 | 1,6  | 4,4  | 8,4  | 11,6 | 13,4 | 13,0 | 10,4 | 6,2  | 2,0   | −0,7 | 5,8  |
| Норма осадков, мм             | 48   | 41   | 41   | 49   | 68   | 78   | 69   | 83   | 59   | 43   | 61    | 42   | 682  |
| Источник:                     |      |      |      |      |      |      |      |      |      |      |       |      |      |

## Достопримечательности
Железнодорожный вокзал Мюлуз-Вилль.

### Музеи
- Музей печати на тканях.
- Музей изобразительных искусств.
- Французский железнодорожный музей (Cite du Train).
- Музей автомобилей братьев Шлюмпф (Cité de l’Automobile).
- Музей электричества Электрополис (Le Musée EDF Electropolis).

Среди экспонатов железнодорожного музея тепловоз CC 65000, электровоз CC 7100 (установивший в 1955 году абсолютный рекорд скорости на рельсах).

## Города-побратимы
- Антверпен, Бельгия (1956)
- Уолсолл, Великобритания (1962)
- Кассель, Германия (1965)
- Бергамо, Италия (1989)
- Хемниц, Германия (1990)
- Тимишоара, Румыния (1991)
- Гиватаим, Израиль (1991)
- Архангельск, Россия (с 13 марта 1992 года)
- Софара[англ.], Мали (2003)